# Emi Nakajima
Emi Nakajima (中島 依美 Nakajima Emi?), född 27 september 1990, är en japansk fotbollsspelare som spelar för INAC Kobe Leonessa.
Emi Nakajima har spelat 90 landskamper och gjort 14 mål för det japanska landslaget. Hon deltog bland annat i Asiatiska mästerskapet i fotboll för damer 2014 och 2018.